# Sai sứ Hàm Hưng
Sai sứ Hàm Hưng (tiếng Trung: 咸興差使, tiếng Hàn Quốc: 함흥차사) là từ chỉ sứ giả được vua Triều Tiên Thái Tông Lý Phương Viễn gửi đến Hamheung để mời vua Thái Tổ Lý Thành Quế trở về cung.
Tuy nhiên, lời đồn rằng sứ giả không bao giờ trở về đã lan truyền trong dân gian, và từ đó, cụm từ này đã chuyển nghĩa thành người đi mà không trở lại hoặc không có tin tức. Đây chỉ là câu chuyện mà dân chúng bịa ra khi nhìn vào sự kiện Thái Tông Lý Phương Viện gây ra (loạn các hoàng tử) và việc Thái Tổ Lý Thành Quế không tha thứ cho điều đó trong một thời gian dài, chứ không phải là sự thật.
Câu chuyện này dựa trên các tác phẩm như "Nobongjip" (Lão phong tập) của Min Jeong-jung (민정중), "Shi Jang" (Thụy trạng) của Park Soon (박순), và "Osan Seollim" (Ngũ sơn thuyết lâm) của Cha Cheon-ro (차천로) thời vua Seonjo.

## Lịch sử
Sau cuộc binh biến Canh Thìn tĩnh xã vào năm 1400, các thân tín của Thái thượng vương Lý Thành Quế như Bình Nhưỡng Bá Triệu Tuấn và Tam Tư Tả Phụ Xạ Lý Điềm lần lượt bị tống giam và lưu đày. Khi Lý Thành Quế thực hiện lễ truy niệm các hoàng tử Lý Phương Thạc và Lý Tế, những người đã chết trong binh biến Mậu Dần tĩnh xã, tại chùa Thần Nham, vị tăng chủ trì cũng "chết đột ngột", khiến Lý Thành Quế không hài lòng.
Sau khi Lý Phương Viễn lên ngôi, Lý Thành Quế thường xuyên đi tuần du các nơi như Hán Thành, Bảo Cái Sơn và Ôn Tuyền ở Bình Châu. Vào năm đầu tiên của Thái Tông (1401), ngày 11 tháng 3 nhuận, Lý Thành Quế lấy cớ du ngoạn núi Kim Cương để rời khỏi Khai Thành, sau đó đến phủ An Biên và chuẩn bị đến Hamheung. Tuy nhiên, vào ngày 26 tháng 4, ông trở về Khai Thành và sống tại cung Đức Thọ. Tháng 8 cùng năm, Lý Thành Quế lại muốn rời kinh thành với lý do "du ngoạn núi Kim Cương", nhưng bị Lý Phương Viễn ngăn lại với lý do "sứ thần triều Minh sắp đến nước ta". Ngày 17 tháng 11, Lý Thành Quế mời Lý Phương Viễn đến cung Đức Thọ, cùng nhau ôn lại sự kiện quân đội trở về từ đảo Uy Hóa và chuyện "hóa gia vi quốc". Lý Phương Viễn trở về cung vào lúc chạng vạng, và Lý Thành Quế định trốn khỏi Khai Thành vào đêm đó, nhưng bị ngăn lại khi Lý Phương Viễn đến viếng thăm lần nữa trong đêm. Ngày 26 tháng 11, Lý Thành Quế lấy cớ "tuần du núi Tiêu Dao" để trốn khỏi Khai Thành và từ đó sống tại cung điện bên cạnh chùa Tiêu Dao Sơn.
Vào năm thứ hai của Thái Tông (1402), tháng 10, sứ thần nhà Minh đến Triều Tiên, thông báo việc Hoàng đế Kiến Văn tự thiêu và Yến vương lên ngôi. Lúc đó, Lý Thành Quế đang ở chùa Huệ Nham tại Dương Châu, nên mời hai sứ thần nhà Minh Ôn Toàn và Dương Ninh cùng du ngoạn mùa đông tại núi Kim Cương. Ngày 27 tháng 10, Lý Thành Quế tổ chức tiệc tiễn biệt Ôn Toàn tại Trừng Ba Độ, sau đó dẫn quân lính đến phía đông bắc. Lý Phương Viễn cử Phác Tích Mệnh mời Lý Thành Quế trở về Khai Thành để gặp sứ thần nhà Minh, nhưng Lý Thành Quế trả lời rằng "khi sứ thần đến thì sẽ gặp, không cần phải gặp vua". Lý Phương Viễn không biết Lý Thành Quế đi đâu, nên phái sứ giả đi thăm hỏi và tìm kiếm dọc đường. Lý Thành Quế nói với sứ giả rằng: "Từ khi lên ngôi, ta chưa từng viếng lăng tổ tiên. Nay may mắn có thời gian rảnh, nên trước tiên sẽ đi viếng lăng ở phía đông bắc, sau đó du ngoạn núi Kim Cương, rồi sẽ về kinh và không ra ngoài nữa". Ngày 9 tháng 11, Lý Thành Quế cưỡi ngựa đến Hamheung.
Khi đến Hamheung, Lý Thành Quế ra lệnh cho Đại đô hộ phủ An Biên Triệu Tư Nghĩa (조사의) triệu tập binh lính tại các châu quận lân cận và lập binh tại quan ải Thiết Lĩnh để ngăn chặn bất kỳ ai ra khỏi quan ải, đồng thời triệu tập binh mã từ phủ An Biên và Văn Châu ở phía đông bắc. Lý Phương Viễn nhiều lần phái "vấn an sứ" để thăm dò động tĩnh Lý Thành Quế, nhưng sứ giả Phác Thuần (박순) và Tống Lưu (송류) đều bị giết, còn Kim Ngọc Khiêm bị trói và canh giữ bởi mười người, nhưng sau đó trốn thoát khi lính canh ngủ. Lý Phương Viễn vừa cử đại sư Vô Học thuyết phục Thái thượng vương trở về kinh, vừa bổ nhiệm Tổng chế Tả quân Lý Quy Thiết làm Đô thể sát sứ Đông Bắc, Đại hộ quân Hàn Hưng Bảo làm Tri binh mã sứ Đông Bắc và ban cho họ ngựa, cung tên và giáp trụ.
Ngày 13 tháng 11 năm thứ hai của Thái Tông, Đô thể sát sứ phía đông bắc Lý Quy Thiết, Đô thống sứ Đông Bắc Triệu Mậu Anh, Tổng chế đạo An Châu Lý Thiên Hựu (이천우), Đô an phủ sứ Giang Nguyên đạo Đông Bắc Kim Anh Liệt dẫn quân rời Khai Thành để tiến về Hamheung, Lý Quy Thiết được thăng làm Trung quân Đô tổng chế. Không lâu sau, Lý Phương Viễn ra lệnh thả hai vị sư mà Lý Thành Quế tôn kính là Ích Luân và Tuyết Ngộ, để họ cùng An Bình phủ viện quân Lý Thư đến Hamheung. Đại hộ quân Kim Kế Chí chém hai tướng giữ quan ải tại Thiết Lĩnh Quan và giết Kim Ất Bảo, người vận chuyển lương thảo cho binh mã của Lý Thành Quế. Ngày 17 tháng 11, Lý Phương Viễn lại cử Mẫn Vô Tật và Tân Khắc Lễ dẫn quân tăng viện đến phía đông bắc. Ngày 18 tháng 11, Lý Thành Quế dẫn quân thân tín trốn đến Mông Châu phía tây bắc, lúc đó Lý Thiên Hựu đang dẫn hơn trăm kỵ binh hoạt động tại khu vực Mông Châu, bị Triệu Tư Nghĩa, thân tín của Lý Thành Quế, chặn lại, Lý Thiên Hựu và con trai dẫn hơn mười kỵ binh chiến đấu quyết liệt để thoát ra.
Ngày 21 tháng 11, Lý Phương Viễn dẫn quân Vũ Lâm rời kinh thành, chuẩn bị thân chinh đánh Lý Thành Quế, bổ nhiệm Mẫn Tề, Ngu Nhân Liệt, Thôi Hữu Khánh giữ kinh thành, Kim Anh Liệt và Tân Khắc Lễ giữ Thiết Lĩnh Quan. Ngày 25 tháng 11, Lý Phương Viễn bổ nhiệm Lý Cư Dịch làm tả đạo đô thống sứ, Lý Thúc Phân làm đô trấn phủ sứ, Mẫn Vô Tật làm đô binh mã sứ, Lý Chí, Quách Trung Phụ, Lý Hành và Hàn Khuê làm trợ chiến tiết chế sứ, dẫn hơn bốn vạn quân tiến về phía tây bắc. Ngày 27 tháng 11, quân của Triệu Tư Nghĩa bị tan rã tại An Châu vào ban đêm, ngày hôm sau Lý Thành Quế sai người thông báo với Lý Phương Viễn rằng mình chuẩn bị trở về kinh thành. Ngày 8 tháng 12, Lý Thành Quế đến Kim Giao Dịch, Lý Phương Viễn chuẩn bị đích thân đón tiếp nhưng các mưu sĩ bên cạnh nhắc nhở rằng "điện hạ không nên đến gần Thái thượng vương", kết quả là khi Lý Phương Viễn đến bái yết, Lý Thành Quế bắn tên vào ông, mũi tên trúng xà gỗ của trướng điện.
Sau đó, Lý Thành Quế bị giam lỏng tại cung Đức Thọ ở Khai Thành, sau được chuyển đến cung Xương Đức ở Hán Thành. Vì Triệu Tư Nghĩa, Đại đô hộ An Biên và Kim Quyển, do đã theo Lý Thành Quế khởi binh, nên phủ Đại đô hộ An Biên bị giáng cấp thành giám vụ, quan trưởng của phủ Vĩnh Hưng bị giáng từ phủ doãn xuống tri phủ. Các quan viên liên quan đến việc Lý Thành Quế bỏ trốn như Triệu Tư Nghĩa, Kim Quyển, Kim Ôn, Bùi Thượng Trung, Khang Hiển, Triệu Hồng, Hồng Tuấn, Kim Tử Lương, Phác Dương, Lý Tự Phân, Kim Thăng, Lâm Tây Quân, Văn Chúng Khiêm, Hàn Định đều bị xử tử.